# June Squibb
June Louise Squibb (Vandalia, 6 novembre 1929) è un'attrice statunitense, candidata all'Oscar alla miglior attrice non protagonista nel 2014.
È nota per le interpretazioni in A proposito di Schmidt (2002) e in Nebraska (2013), entrambi diretti da Alexander Payne. Per quest'ultimo ruolo è stata candidata ai premi Oscar 2014 come miglior attrice non protagonista.

## Biografia

### Origini
June Squibb è nata e cresciuta a Vandalia, Illinois, unica figlia di JoyBelle Force (1905-1996) e Lewis Squibb (1905-1996). Ha iniziato la sua carriera nel teatro musicale a St. Louis, e ha studiato presso la Cleveland Play House.

## Vita privata
È stata sposata con il famoso insegnante di recitazione Charles Kakatsakis (1929-1999), con il quale ha avuto un figlio, Harry, regista.

## Filmografia parziale

### Attrice

#### Cinema
- Alice, regia di Woody Allen (1990)
- Scent of a Woman - Profumo di donna (Scent of a Woman), regia di Martin Brest (1992)
- L'età dell'innocenza (The Age of Innocence), regia di Martin Scorsese (1993)
- In & Out, regia di Frank Oz (1997)
- Vi presento Joe Black (Meet Joe Black), regia di Martin Brest (1998)
- A proposito di Schmidt (About Schmidt), regia di Alexander Payne (2002)
- Lontano dal paradiso (Far from Heaven), regia di Todd Haynes (2002)
- Due candidati per una poltrona (Welcome to Mooseport), regia di Donald Petrie (2004)
- Just Add Water, regia di Hart Bochner (2008)
- Atlas Shrugged: Part I, regia di Paul Johansson (2011)
- The Perfect Family, regia di Anne Renton (2011)
- Un anno da leoni (The Big Year), regia di David Frankel (2011)
- The Man Who Shook the Hand of Vicente Fernandez, regia di Elia Petridis (2012)
- Would You Rather, regia di David Guy (2012)
- Nebraska, regia di Alexander Payne (2013)
- Nei miei sogni (I'll See You in My Dreams), regia di Brett Haley (2015)
- A Country Called Home, regia di Anna Axster (2015)
- Natale all'improvviso (Love the Coopers), regia di Jessie Nelson (2015)
- Other People, regia di Chris Kelly (2016)
- Tavolo n.19 (Table 19), regia di Jeffrey Blitz (2017)
- Amanda & Jack Go Glamping, regia di Brandon Dickerson (2017)
- 2 gran figli di... (Father Figures), regia di Lawrence Sher (2017)
- Summer '03, regia di Becca Gleason (2018)
- Buttiamo giù l'uomo (Blow the Man Down), regia di Bridget Savage Cole (2019)
- Palm Springs - Vivi come se non ci fosse un domani (Palm Springs), regia di Max Barbakow (2020)
- Hubie Halloween, regia di Steven Brill (2020)
- Fata madrina cercasi (Godmothered), regia di Sharon Maguire (2020)
- Palmer, regia di Fisher Stevens (2021)
- The Humans, regia di Stephen Karam (2021)
- Thelma, regia di Josh Margolin (2024)
- Eleanor the Great, regia di Scarlett Johansson (2025)

#### Televisione
- CBS Schoolbreak Special – serie TV, episodio 2x04 (1984)
- Law & Order - I due volti della giustizia (Law & Order) – serie TV, episodi 5x12-10x04 (1995, 1999)
- Ed – serie TV, episodio 1x14 (2001)
- E.R. - Medici in prima linea (ER) – serie TV, episodio 9x14 (2003)
- Just Shoot Me! – serie TV, episodio 7x18 (2003)
- Giudice Amy (Judging Amy) – serie TV, 5 episodi (2003-2004)
- Dr. House - Medical Division (House) – serie TV, episodio 1x20 (2005)
- Curb Your Enthusiasm – serie TV, episodio 5x10 (2005)
- Due uomini e mezzo (Two and a Half Man) – serie TV, episodio 3x07 (2005)
- The Bernie Mac Show – serie TV, episodio 5x06 (2005)
- Ghost Whisperer - Presenze (Ghost Whisperer) – serie TV, 6 episodi (2005-2007)
- Settimo cielo (7th Heaven) – serie TV, episodio 10x15 (2006)
- Un battito d'amore (A Stranger's Heart), regia di Andy Wolk – film TV (2007)
- The Bill Engvall Show – serie TV, episodi 1x05-1x07 (2007)
- Shark Swarm - Squali all'attacco (Shark Swarm), regia di James A. Contner – film TV (2008)
- Cold Case - Delitti irrisolti (Cold Case) – serie TV, episodio 5x17 (2008)
- Febbre d'amore (The Young and the Restless) – soap opera, 21 puntate (2009)
- The Middle – serie TV, episodio 1x12 (2010)
- Eagleheart – serie TV, episodio 1x10 (2011)
- Castle – serie TV, episodio 4x17 (2012)
- Mike & Molly – serie TV, episodio 2x22 (2012)
- The Millers – serie TV, episodio 1x10 (2013)
- Getting On – serie TV, episodi 1x02-2x05-3x05 (2013-2015)
- Glee – serie TV, episodio 5x19 (2014)
- Devious Maids - Panni sporchi a Beverly Hills (Devious Maids) – serie TV, episodi 3x09-3x10 (2014)
- Girls – serie TV, episodio 3x09 (2014)
- 7 Days in Hell, regia di Murray Miller – cortometraggio TV (2015)
- The Jack and Triumph Show – serie TV, 7 episodi (2015)
- Mom – serie TV, episodio 3x01 (2015)
- Code Black – serie TV, episodio 1x07 (2015)
- The Big Bang Theory – serie TV, episodio 9x14 (2016)
- Shameless – serie TV, 7 episodi (2016)
- Modern Family – serie TV, episodi 7x13, 7x20 (2016)
- Dream Corp, LLC – serie TV, episodio 1x02 (2016)
- Bones – serie TV, episodio 12x03 (2017)
- I'm Sorry – serie TV, episodio 1x01 (2017)
- Grey's Anatomy – serie TV, episodio 13x17 (2017)
- Living Biblically – serie TV, episodio 1x01 (2018)
- Good Girls – serie TV, 7 episodi (2018-2019)
- The Good Doctor – serie TV, episodio 2x18 (2019)
- Room 104 – serie TV, episodio 3x11 (2019)
- Little America – serie TV, episodio 2x08 (2022)
- American Horror Stories - serie TV, episodio 3x08 (2024)

### Doppiatrice
- The Office – serie TV, episodio 5x06 (2008)
- Ralph spacca Internet (Ralph Breaks the Internet), regia di Phil Johnston e Rich Moore (2018)
- Toy Story 4, regia di Josh Cooley (2019)
- Soul, regia di Pete Docter (2020)
- Little Ellen – serie animata, 18 episodi (2021-2022)
- Inside Out 2, regia di Kelsey Mann (2024)
- Cattivissimo me 4 (Despicable Me 4), regia di Chris Renaud (2024)

## Riconoscimenti
- Premio Oscar
  - 2014 – Candidatura alla miglior attrice non protagonista per Nebraska
- Golden Globe
  - 2014 – Candidatura alla miglior attrice non protagonista per Nebraska
- Screen Actors Guild Award
  - 2014 - Candidatura alla migliore attrice non protagonista per Nebraska
- Tony Award
  - 1968 – Candidatura alla miglior attrice in un musical per The Happy Time

## Doppiatrici italiane
Nelle versioni in italiano dei suoi film, June Squibb è stata doppiata da:
- Graziella Polesinanti in The Big Bang Theory, Mike & Molly, Getting On, Nebraska, Natale all'improvviso, Code Black, Other People, 2 gran figli di..., Palmer, The Good Doctor, Thelma
- Lorenza Biella in Glee, Shameless, Devious Maids - Panni sporchi a Beverly Hills, Mom, The Millers, I'm Sorry, Buttiamo giù l'uomo, Life & Beth
- Franca Lumachi in Law & Order - I due volti della giustizia, Due uomini e mezzo, Castle, Modern Family
- Vittoria Febbi in Nei miei sogni, Hubie Halloween
- Ludovica Modugno in Tavolo n.19, Fata madrina cercasi
- Angiolina Quinterno in A proposito di Schmidt, Dr. House - Medical Division
- Alina Moradei in Cold Case - Delitti irrisolti
- Miranda Bonansea in Ghost Whisperer - Presenze
- Rita Savagnone in Grey's Anatomy
- Anna Rita Pasanisi in Room 104
- Lisa Mazzotti in Good Girls
- Chiara Salerno in Palm Springs - Vivi come se non ci fosse un domani

Da doppiatrice è sostituita da:
- Graziella Polesinanti in Soul, Solar Opposites, Inside Out 2
- Lorenza Biella in Wander, Cattivissimo me 4
- Franca Lumachi in Clarence
- Melina Martello in Ralph Spacca internet
- Doriana Chierici in Toy Story 4